# Boxmeer
Boxmeer  è un ex municipalità dei Paesi Bassi di 28 771 abitanti situata nella provincia del Brabante Settentrionale.
Dal 1º gennaio 2022 la municipalità di Boxmeer è stata soppressa e il suo territorio, insieme a quello delle ex municipalità di Cuijk, Grave, Mill en Sint Hubert e Sint Anthonis, è andato a formare la nuova municipalità di Land van Cuijk.